# Prionops caniceps
El prionopo piquirrojo  (Prionops caniceps) es una especie de ave en la familia Prionopidae, anteriormente estuvo asignada en la familia Malaconotidae.

## Distribución y hábitat
Se lo encuentra en el sector occidental de África, particularmente en Benín, Camerún, Costa de Marfil, Ghana, Guinea, Liberia, Mali, Nigeria, Sierra Leona y Togo.
Sus hábitats naturales son los bosques bajos húmedos subtropicales o tropicales y las zonas arbustivas húmedas subtropicales o tropicales.